# Sesamia bombiformis
Sesamia bombiformis är en fjärilsart som beskrevs av Hans Daniel Johan Wallengren 1860. Sesamia bombiformis ingår i släktet Sesamia och familjen nattflyn. Inga underarter finns listade i Catalogue of Life.